# Tonje Sagstuen
Tonje Sagstuen (Lørenskog, 17 de novembro de 1971) é uma ex-handebolista profissional norueguesa, medalhista olímpica.
Tonje Sagstuen fez parte da geração medalha de prata em Barcelona 1992.